# الیندال (میزوری)
الیندال، میسوری (به انگلیسی: Allendale, Missouri) یک شهر در ایالات متحده آمریکا است که در میزوری واقع شده‌است.

## خصوصیات
الیندال ۱٫۴۸ کیلومترمربع مساحت و ۵۳ نفر جمعیت دارد و ۳۲۲ متر بالاتر از سطح دریا واقع شده‌است.